# یومی سوزوکی
یومی سوزوکی (انگلیسی: Yumi Suzuki؛ زادهٔ ۲ دسامبر ۱۹۹۱) ورزشکار کرلینگ اهل ژاپن است.